# Anna Tunnicliffe
Anna Tunnicliffe, född den 17 oktober 1982 i Doncaster i Storbritannien, är en amerikansk seglare.
Hon tog OS-guld i laser radial i samband med de olympiska seglingstävlingarna 2008 i Qingdao i Kina.